# 메탈루르크 마그니토고르스크
메탈루르크 마그니토고르스크(러시아어: Металлург Магнитогорск)는 1955년 창단된 러시아 마그니토고르스크의 프로 아이스하키팀이다. 현재 콘티넨탈 하키 리그에 참가하고 있으며 홈구장은 아레나 메탈루르크이다.